# Mirosław Gryń
Mirosław Gryń (ur. 1964 roku w Białymstoku) – polski rysownik.

## Życiorys
Ukończył Liceum Sztuk Plastycznych w Supraślu. W latach 1985–1991 studiował na Wydziale Grafiki Akademii Sztuk Pięknych w Warszawie. Uzyskał dyplom w Pracowni Plakatu profesora Juliana Pałki.
Przede wszystkim zajmuje się ilustracją prasową. Współpracował m.in. z: "Życiem Warszawy" (1992-1997), "Prawem i Gospodarką", "Reader's Digest", "Media Polska", tygodnikami "Wprost" i "Przekrój" oraz z kwartalnikiem "ResPublica Nowa". Od 1996 roku pracuje dla tygodnika "Polityka".

## Wystawy indywidualne
- Wystawa rysunków, Teatr Rozmaitości, Warszawa 2001
- Mirosław Gryń. Ilustracje, Teatr Modrzejewskiej, Legnica 2001
- Mirosław Gryń. Rysunki, Instytut Polski, Berlin 2002[2]

## Nagrody
- Nagroda Młodych im. H. Grunwalda - zespołowo dla rysowników "Życia Warszawy", 1993;
- Wyróżnienie Regulaminowe oraz Nagroda Specjalna Tygodnika "Przekrój" - Konkurs na rysunek humorystyczno-satyryczny Cienkim piórkiem, grubą kreską - Warszawa w karykaturze, 2002;